# Fiona hercegnő
Fiona hercegnő a Shrek (eredeti címe ugyanez) William Steig 1990-es tündérmeséjének, valamint a belőle készült animációs film egyik főszereplője. Ő címszereplőnek Shreknek szerelme, és későbbi felesége. Az animációs filmben eredeti hangját Cameron Diaz, a magyar hangját pedig Für Anikó szolgáltatja.
Fiona hercegnőt kezdetben tündérmesékből festik le klasszikus mesebeli királylányként. Később, Fiona hercegnő igaz énje felszínre kerül, kiderül, hogy gyakorlatias és független nő, aki Shrekkel együtt böfög, a tündérmesék hercegnőitől eltérően, szakszerűen harcművészetekkel harcol. Fiona eredetileg gyönyörű királylány, ám gyerekkora óta szörnyű átok sújtja, miszerint, ha lemegy a nap, éjszakára ogrévá változik. Az átkot csak az igaz szerelmes csók törheti meg, így, mivel Shrek lesz Fiona igaz szerelme, a királylány végleg ogre testben marad.
A családi hátteréről tudni, hogy van egy szerető anyja és egy apja (Túl az Óperencián meseország királya és a királynéja), valamit egy Artúr nevű unokatestvére, aki a király halálával Túl az Óperencián uralkodója lesz, miután Shrek nem vállalja el a tisztséget. A későbbiekben Fionának születik három ogre gyermeke, két fiú és egy kislány, Falcon, Fergus és Felicia. 